# Ilex tateana
Ilex tateana är en järneksväxtart som beskrevs av Julian Alfred Steyermark. Ilex tateana ingår i släktet järnekar, och familjen järneksväxter. Inga underarter finns listade i Catalogue of Life.